# Земское войско
Земское войско — временные милицейские военные формирования в Московском государстве, Русском Царстве и Российской империи, которые созывались во времена больших войн.
В XIX веке также имело название милиция.

## История формирования
Исторически ополчение было присуще всем народам, более того, это была первичная формация войска. Впоследствии большинство государств перешли к профессиональной армии (наёмной, контрактной или рекрутской), но во время масштабных военных действий такие войска пополнялись за счёт временно мобилизованных гражданских лиц.
В Московском государстве известные два крупных ополченских формирования: Первое земское ополчение (1611 год) и Второе земское ополчение (1611 — 1612 годы). Формировались они усилиями местных шляхтичей, которые собирали и вооружали подчиненных им людей. «Шляхетское ополчение» было также и территориальными войсками Русского царства. С приходом к власти царя Петра Алексеевича, проходит реформация вооружённых сил. Создаётся постоянное профессиональное войско, подчинённое только центральной власти.
В XIX веке земское войско созывалось трижды — дважды в период Наполеоновских войн (1806 — 1807 и 1812) и во время Крымской войны (1855).

## Земские войска
- Первое земское ополчение — в Русском царстве в 1611 году;
- Второе земское ополчение — в Русском царстве в 1611 -1612 годах
- Земское войско 1806-1807 годов — в Российской империи во времена Войны четвёртой коалиции 1806 -1807 годов;
- Земское ополчение 1812 года — в Российской империи во времена Отечетственной войны 1812 года;
- Земское войско 1855 года — в Российской империи во времена Крымской войны 1853 -1856 годов;